# Transcetolasa
La transcetolasa és un enzim que participa en dues rutes metabòliques: en la via de la pentosa fosfat i en el cicle de Calvin. Es troba tant en animals, com en plantes i bacteris. És una transferasa que, en la ruta de la pentosa fosfat, catalitza la reacció de sedoheptulosa-7-fosfat i d-gliceraldehid-3-fosfat a d-ribosa-5-fosfat i d-xilulosa-5-fosfat. En el cicle de Calvin s'encarrega de la síntesi de ribulosa. Es troba codificada en el cromosoma 3, al braç curt o P, regió 2, banda 1, subbanda 1 (3p 21.1). Té un pes molecular de 67.8 kDa i està formada per 623 aminoàcids. Els cofactors de l'enzim són el ió Ca2+ i el difosfat de tiamina, un derivat de la vitamina B1.

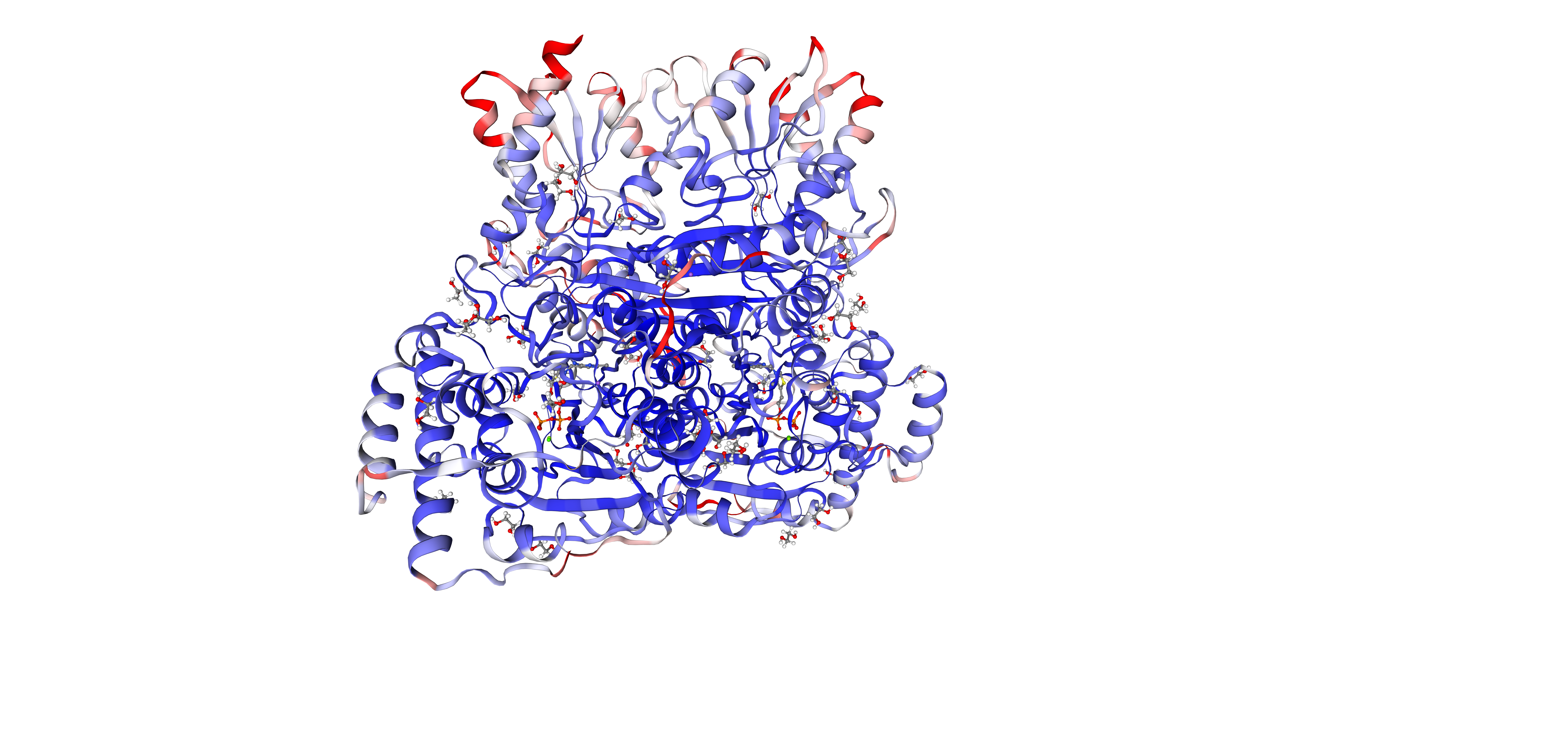
Estructura tridimensional de l'enzim transacetolasa

## Estructura
La transcetolasa en humans (Homo sapiens) ve codificada per tres gens: TKT, TKTL1 i TKTL2.
Històricament, l'únic gen que s'ha considerat que generi una transcetolasa funcional és el TKT, fet que l'ha fet subjecte de diversitat d'estudis relacionats amb a seva activitat enzimàtica en els humans. No obstant, s'ha demostrat que els gens TKTL1 i TKTL2 també son responsables de la generació d'enzim funcional i s'ha recalcat la importància que podrien tenir en futurs tractaments contra malalties com ara la diabetis i el càncer, en les quals la transcetolasa té un paper destacat.
Aquest enzim presenta una estructura basada en subunitats estructuralment idèntiques, amb el mateix pes molecular. Cadascuna de les subunitats que la componen està formada per 3 dominis, que alhora intervenen en diferents processos. Els dominis N-terminal i domini intermedi intervenen en la unió del coenzim ThDP. La funció del tercer i últim domini no ha estat encara determinada, si bé s'ha observat que certs bacteris com ara Escherichia coli conserven la seva activitat en absència d'aquest darrer domini C-terminal.
La transcetolasa presenta una estructura que deixa completament accessible al solvent només el C2 de l'anell tiazol i el grup 4'-amino de l'anell aminopirimidina, de tal manera que poden interaccionar amb residus d'aminoàcids de les dues subunitats. Aquesta accessibilitat limitada s'aconsegueix gràcies a que el coenzim queda incrustat profundament entre les dues subunitats de la proteïna.
L'estructura i l'activitat d'aquest enzim venen determinades per una cadena lateral formada per Arg359, Arg528, His469 i Ser386 que, combinada amb una cadena lateral de glutamat, interactuen amb els grups fosfat d'aquells substrats donadors o acceptors.
Així, donat que el centre actiu de la transcetolasa està format per dues subunitats, l'estructura dimèrica esmentada es pot considerar una unitat catalítica funcional.
Una característica destacada d'aquest enzim és que, tot i ésser capaç d'unir-se a diversos substrats, aquest presenta una especificitat molt elevada per l'estereoconfiguració dels grups hidroxil dels sucres. Els grups hidroxil dels sucres poden interaccionar amb els residus Asp477, His30 i His263. Aquestes interaccions permeten estabilitzar el substrat en el centre actiu i, per tant, augmentar l'afinitat que aquests presenten.
El residu His263 pot separar fàcilment el protó del grup hidroxil present al C3. Quan aquest grup hidroxil és extret, es produeix una separació de 2 carbonis de la fructosa-6-fosfat, a causa de l'acció del cofactor pirofosfat de tiamina (TPP). Aquest cofactor modifica l'estructura i conformació de l'enzim, en tant que estimula una conformació tancada, de tal manera que no es produeix un canvi conformacional significatiu en la proteïna.
El substrat és estabilitzat gràcies a les cadenes laterals d'histidina i aspartat, que s'enllacen amb el substrat de diferents formes perquè aquest es mantingui dins del centre actiu. Les histidines residuals estableixen ponts d'hidrogen a l'extrem aldehid del substrat, mentre que el residu d'aspartat forma ponts d'hidrogen amb el grup alfa hidroxil del substrat.
Addicionalment, el grup fosfat que presenta el substrat interacciona amb els residus Arg359, Arg529, His469 i Ser386, establint ponts d'hidrogen per contribuir a l'estabilitat del substrat.
Quan no hi ha cations bivalents lliures al medi, la capacitat d'unió o Km de les subunitats que conformen la transcetolasa al substrat és la mateixa. Aquesta capacitat d'unió es veu modificada si s'afegeix Ca2+. En el cas de l'addició de Calci, la subunitat primera presenta una menor Km que la subunitat segona. De tal manera que la velocitat d'unió al substrat en presència d'ions calci és menor en la primera subunitat que en la segona.

## Mecanisme
La transcetolasa catalitza dues reaccions reversibles en dues vies diferents; la via de la pentosa fosfat i la fase de generació de ribulosa del cicle de Calvin. En fongs i animals, la majoria de la seva activitat sol concentrar-se al compartiment citoplasmàtic, mentre que a les plantes està situada en el plastidi.

### Via de la pentosa fosfat
Primerament s'ajunta amb el coenzim pirofosfat de tiamina (TPP), per tal de donar lloc a la transferència d'un grup de 2 carbonis des d'un donador, cetosa, a un acceptor, aldosa. Aquesta transferència es dona per mitjà de diverses reaccions.
La primera reacció que té lloc en la via de les pentoses fosfat és la transferència dels dos carbonis C1 i C2 de la D-xilulosa-5-fosfat a la ribosa-5-fosfat. Així, es produeixen sedoheptulosa-7-fosfat i gliceraldehid 3-fosfat.
D-ribosa-5-fosfat + D-xilulosa-5-fosfat → Sedoheptulosa-7-fosfat + D-gliceraldehid-3-fosfat
La segona reacció que té lloc en la via de les pentoses fosfat és la transferència de dos carbonis de la xilulosa-5-fosfat a la eritrosa-4-fosfat, per formar fructosa-6-fosfat i gliceraldehid-3-fosfat, ambdós intermedis de la glucòlisi. D'aquesta manera, es dona per tancada la part no-oxidativa de la via de les pentoses fosfat.

### Cicle de Calvin
En el cas del cicle de Calvin, la transcetolasa catalitza la reacció inversa, tot convertint la sedoheptulosa-7-fosfat i el gliceraldehid-3-fosfat en ribosa-5-fosfat i xilulosa-5-fosfat.
Sedoheptulosa-7-fosfat + D-gliceraldehid-3-fosfat → D-ribosa-5-fosfat + D-xilulosa-5-fosfat

## Malalties relacionades

### Càncer
Una de les característiques de les cèl·lules tumorals és que es troben contínuament en divisió, i és per això que necessiten obtenir el màxim d'energia possible. Això explica perquè aquest tipus de cèl·lules, en comparació amb les normals, consumeixen més glucosa. A més, aquesta glucosa l'obtenen preferentment de la glucòlisi, fins i tot en condicions aeròbiques, la qual cosa es denomina efecte Warburg.
La glucòlisi està estretament relacionada amb la via de les pentoses fosfat, pel fet que utilitzen sobretot aquesta via per a sintetitzar ribulosa-5-fosfat, que alhora és utilitzada per a la formació d'àcids nucleics de novo, necessaris per a la regulació de la proliferació cel·lular, la síntesi de DNA i RNA i prevenir el mal del DNA. A més, se sintetitza NADPH, una molècula amb poder reductor. Aquesta última, és necessària pel fet que en les cèl·lules neoplàsiques es generen moltes espècies reactives d'oxigen, les quals oxiden diferents molècules i indueixen a l'apoptosi o mort cel·lular programada. A més, s'ha demostrat que els tumors que tenen aquesta via controlada són més resistents a la quimioteràpia i a la radioteràpia.
La transcetolasa, com ja s'ha vist, és la que inicia la via de les pentoses fosfat, i és per això que es troba sobreexpresada en molts tumors malignes. Les cèl·lules canceroses són capaces de regular aquesta via en funció de les necessitats cel·lulars. Si hi ha molt d'estrès i, per tant, una excessiva producció d'espècies reactives d'oxigen, la transcetolasa s'activa i fa que les reaccions es dirigeixin cap a la formació de NADPH.
S'ha demostrat que la sobreexpressió de la transcetolasa està relacionada amb la malignitat, la metàstasi i la recidiva de diversos tipus de càncer, com el carcinoma hepatocel·lular, el càncer colorectal, de pàncrees i el càncer de mama i en el seu procés de metàstasi, entre d'altres.
La transcetolasa té un paper important en la producció de piruvat i lactat a través dels seus productes finals, la fructosa-6-fosfat i la gliceraldheído-6-fosfat. Aquests productes regulen l'expressió de HIF-1αm, que només hauria d'aparèixer durant la hipòxia cel·lular. Les funcions que duria a terme serien les de l'angiogènesi i la supervivència cel·lular, les quals també fa en les cèl·lules tumorals.
En el carcinoma hepatocel·lular, la transcetolasa és capaç d'unir-se a un factor de transcripció, STAT1. Aquesta unió li permet entrar en el nucli de les cèl·lules, que indueix que un enzim, la histona desacetilasa 3, s'uneixi fortament al promotor del factor X farnestoide, la qual cosa impedeix que el X farnestoide pugui sintetitzar-se. S'ha demostrat que aquesta molècula té un paper important contra l'oncogènesi de les cèl·lules hepàtiques.
S'està estudiant que en pacients amb càncer es redueixi el consum de vitamina B1, tiamina, pel fet que és el cofactor de la transcetolasa. S'ha vist que en pacients amb baixes concentracions de tiamina l'activitat de l'enzim s'ha vist disminuïda. L'oxitimina, una molècula que actua com antagonista de la tiamina i inhibeix la transcetolasa, s'està estudiant com a tractament per aquests tipus de càncers, on aquest enzims és tan important.

### Síndrome de Wernicke-Korshakoff
La desnutrició i l'alcoholisme causen deficiència de tiamina, una proteïna que està estretament lligada al funcionament de l'enzim transcetolasa (Tc), ja que actua com a part del cofactor tiamina pirofosfat (TPP) anteriorment mencionat. La recerca suggereix que els individus en els quals l'enzim transcetolasa té una afinitat disminuïda amb la tiamina, es provoquen canvis conformacionals en l'estructura de l'enzim.
S'ha demostrat que l'enzim transcetolasa derivat dels fibroblasts augmenta el valor de la Constant de Michaelis (Km) pel cofactor TPP en individus alcohòlics malalts. A més, en individus alcohòlics malalts, la transcetolasa té una càrrega elèctrica diferent que en condicions normals a causa del pH del medi (teixit). Això causa que la ruta de la pentosa fosfat no es porti a terme o que la seva efectivitat es vegi greument alterada, causant que no es metabolitzi bé la glucosa i per tant, que no arribi l'energia per al normal funcionament del cervell. Això causa la mort de cèl·lules cerebrals, desembocant en alteracions neurològiques greus.
Les diferències en la transcetolasa en malalts i no malalts no són causades pels diferents al·lels de l'enzim ni pels isoenzims específics dels teixits. En canvi, s'expliquen pels diferents mecanismes que regulen el seu muntatge (modificats a causa de la falta de tiamina). Per exemple, se sap que les modificacions en el producte de traducció primari o en el conjunt de l'holoenzim funcional causen variacions genètiques, augmentant la prevalença de la malaltia i la probabilitat de patir-la.
Aquesta afecció mèdica es tracta administrant dosis de tiamina als pacients. Aportar la suficient quantitat d'aquesta provocarà que el funcionament de la transcetolasa i el cofactor TPP tornin a la normalitat, malgrat que molt del dany cerebral causat serà irreversible. És per això que un diagnòstic i tractament ràpids de la malaltia son d'extrema importància per a la supervivència i qualitat de vida posterior del pacient.

## Rellevància biomèdica
Com a enzim indispensable per a la normal oxidació de la glucosa (via de les pentoses fosfat), la transcetolasa ha estat objecte d'investigació per ser una potencial diana per tal de crear nous tractaments contra diversitat de malalties, sobretot d'infeccions bacterianes.

### Tractament contra infeccions perStaphylococcus aureus
Una de les causes més freqüents d'infeccions cròniques i agudes en humans es deu al bacteri Staphylococcus aureus. Se sap que la inactivació de la transcetolasa en soques mutants del bacteri condueix a canvis metabòlics significatius. Mostres in vivo revelen que soques mutants amb el gen codificador de l'enzim (TKT) inactivat comporta un decreixement de la capacitat colonitzadora del S. aureus als ronyons i en la proliferació intracel·lular primerenca.
En soques mutants, l'activitat dels gens reguladors RpiRc i Sigma B durant la infecció de cèl·lules hostes s'ha vist significativament reduïda, afectant a la proliferació de Staphylococcus aureus. També s'observa un augment en el nivell transcripcional de RNA III (codifica l'expressió de múltiples proteïnes en S. aureus), suggerint que el grau en que es porta a terme la via de les pentoses fosfat i el grau d'activitat de la transcetolasa influeix substancialment en el creixement i, com a conseqüència, en la capacitat infecciosa del bacteri en el cos humà.
En el futur, el tractament amb fàrmacs inhibidors de la transcetolasa de Staphylococcus aureus podria ser un mètode efectiu per tal de frenar aquest tipus d'infeccions.